# Йоахім Ернест (князь Ангальтський)
Йоахім Ернест Ангальтський (21 жовтня 1536 — 6 грудня 1586) — німецький князь з дому Асканіїв, правитель Ангальт-Цербстського князівства з 1551 року, а з 1570 року — єдиний правитель усіх земель Саксонія-Ангальт.

## Життєпис

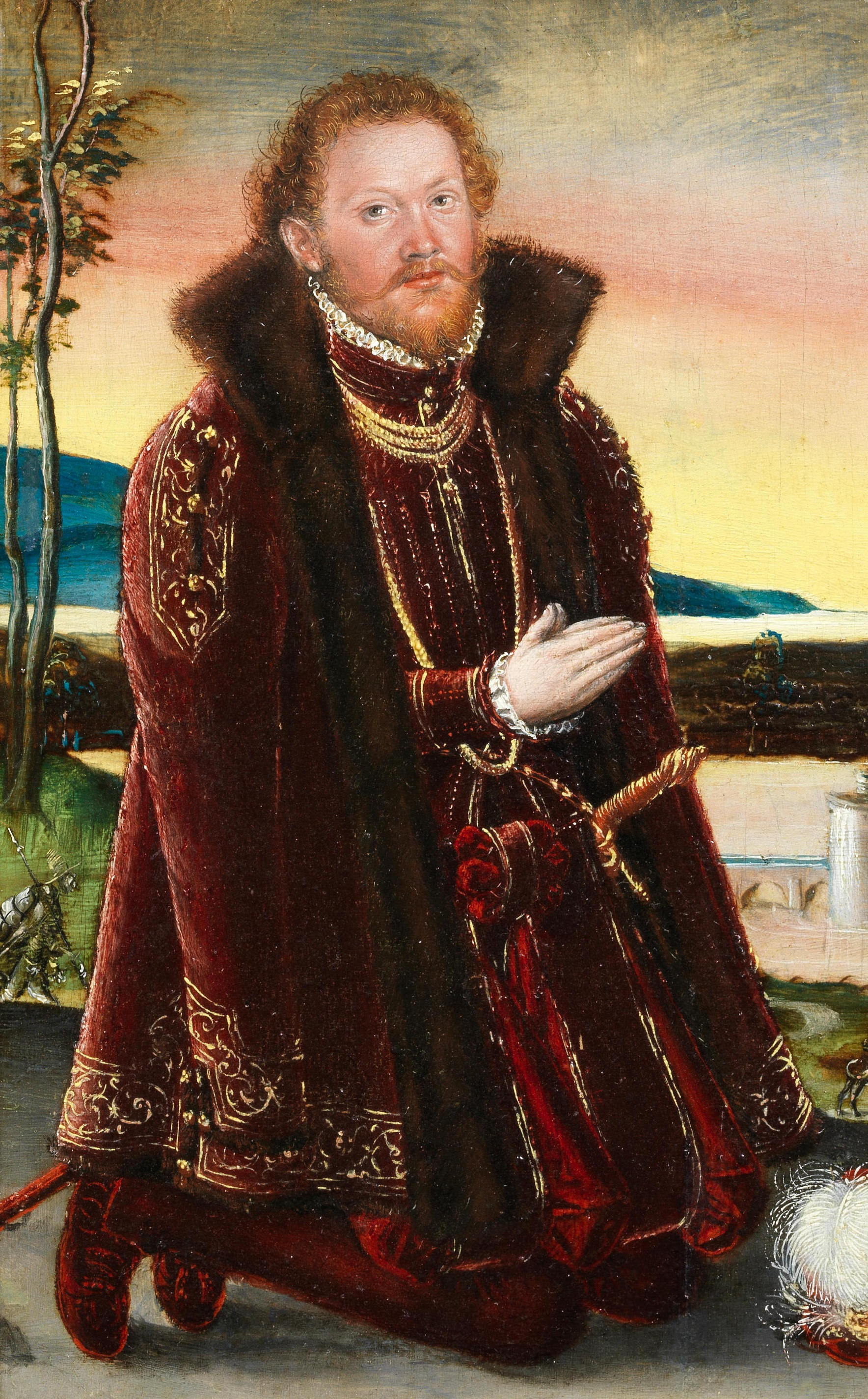
Йоахім Ернест Ангальтський.

### Дитинство та юність
Йоахім Ернест народився в Дессау 21 жовтня 1536 року і став другим сином Йоганна V, принца Ангальт-Цербстського, та його дружини Маргарити Бранденбурзької, дочки Йоахіма I Нестора (курфюрста Бранденбурзького). Здобув широку освіту під керівництвом батька. 1 лютого 1549 року, у віці лише тринадцяти років, його офіційно прийняли до Університету Мартіна Лютера (Бранденбурзький університет), де він, серед інших, навчався у теолога Георга Гельта.

### Князь Ангальт-Цербстський
У 1550 році, після смерті батька, він успадкував Ангальт-Цербстське князівство разом зі своїм старшим братом Карлом I та молодшим братом Бернхардом VII.
Смерть його дядька Георга III, який не мав спадкоємців чоловічої статі, дозволила йому та його братам, Карлу I та Бернгарду VII, успадкувати Ангальт-Плетцкау у 1553 році, тоді як смерть його дядька Йоахіма I у 1561 році дозволила йому та його братові, що залишився живим, Бернгарду VII успадкувати Ангальт-Дессауське князівство. У 1562 році двоюрідний брат Вольфганг зрікся на користь Йоахіма Ернеста Ангальт-Кетенського князівства.

### Єдиний правитель Ангальту
У 1570 році смерть останнього брата, Бернхарда VII, залишила Йоахіма Ернеста єдиним правителем усіх держав Ангальт, які нарешті об'єдналися вперше після їхнього першого поділу в 1252 році. Зробив Дессау столицею володінь.
Йоахім Ернест був типовим монархом епохи Відродження, який щедро підтримував мистецтво та культуру. Він відправляв своїх синів з їхніми вихователями в освітні подорожі по Європі. Також він наказав синові свого канцлера, Тобіасу Хюбнеру, створити опис знаменитих лицарських ігор (нім. Ritterspiele), що відбувалися при дворі Дессау.
У 1572 році створив Регіональний правовий кодекс Ангальта (нім. Landesverordnung Anhalts), а в 1582 р. заснував вищу школу Франциска (нім. Gymnasium Francisceum) у Цербсті. Був палким прихильником Реформації та гугенотів.

### Смерть і спадкоємство
Принц Йоахім Ернест помер у Дессау 6 грудня 1586 року. Оскільки право спадкування на територіях Ангальту не регулювалося прімогенітурою, семеро синів Йоахіма Ернеста спільно правили територіями Ангальту до 1603 року, коли п'ятеро синів, що залишилися в живих, розділили свої землі між собою.

## Родина
У Барбі 3 березня 1560 року Йоахім Ернест одружився з Агнес Барбі-Мюлінген (нар. 23 червня 1540, Барбі – пом. 27 листопада 1569, Бернбург), дочкою Вольфганга I, графа Барбі-Мюлінген (1502–1564) та його дружини, графині Агнес Мансфельд (1511–1558). У них було шестеро дітей.
У Штутгарті 9 січня 1571 року Йоахім Ернест одружився вдруге з Елеонорою (нар. 22 березня 1552, Тюбінген – пом. 12 січня 1618, Шлосс Ліхтенберг), дочкою Крістофа (герцог Вюртембергський) та його дружини, принцеси Анни Марії Бранденбург-Ансбаської. У них було десятеро дітей.

### Нащадки
| Ім'я                                     | Народження                   | Смерть                                   | Примітка |
| ---------------------------------------- | ---------------------------- | ---------------------------------------- | --- |
| З Агнесою Барбі-Мюлінген                 |                              |                                          | |
| Анна Марія                               | Цербст, 13 червня 1561       | Бжег, 14 листопада 1605                  | вийшла заміж 19 травня 1577 за Йоахима Фредерика, герцога Легніци, Бжега, Олави та Волова                                                          |
| Агнес                                    | Цербст, 16 вересня 1562      | Бернбург, 4 червня 1564                  | |
| Єлизавета Ангальт-Цербстська             | Цербст, 25 вересня 1563      | Кросно-Оджанське, 5 жовтня 1607          | одружилася 19 травня 1577 з Йоганом Георгом (курфюрстом Брандебургу)                                                                               |
| Сибілла Ангальтська                      | Бернбург, 28 вересня 1564    | Леонберг, 26 жовтня 1614                 | одружилася 22 травня 1581 з Фрідріхом І (герцогом Вюртембергу)                                                                                     |
| Йоган Георг І, князь Ангальт-Дессауський | Гарцгероде, 9 травня 1567    | Дессау, 24 травня 1618                   | одружився 22 лютого 1588 з графинею Доротеєю Мансфельд-Арнштейн, а вдруге 21 лютого 1595 з графинею Палантиною Доротеєю Пфальц-Зіммернською        |
| Христіан І (князь Ангальт-Бернбургу)     | Бернбург, 11 травня 1568     | Бернбург, 17 квітня 1630                 | одружився 2 липня 1595 з графинею Анною Бентгейм-Штейнфурт-Текленбург-Лімбурзькою                                                                  |
| З Елеонорою Вюртемберзькою               |                              |                                          | |
| Бернгард, князь Ангальту                 | близ Дессау, 25 вересня 1571 | Клоштергоф-бай-Тирнау, 24 листопада 1596 | |
| Агнеса Ядвіга Ангальтська                | Дессау, 12 березня 1573      | Сендерборг, 3 листопада 1616             | одружилася 3 січня 1586 з Августом (курфюрстом Саксонії), вдруге 14 лютого 1588 з Йоганом ІІ, герцогом Шлезвіг-Гольштейн-Сендерборським            |
| Доротея Марія Ангальтська                | Дессау, 2 липня 1574         | Веймар, 18 липня 1617                    | одружилася 7 січня 1593 з Йоганом ІІ Саксо-Веймарським                                                                                             |
| Аугуст, принц Ангальт-Плецкау            | Дессай, 14 липня 1575        | Плецкау, 22 серпня 1653                  | одружився 25 січня 1618 3 графинею Сибіллою Сольмс-Лаубаською                                                                                      |
| Рудольф, князь Ангальт-Цербстський       | Гарцгероде, 28 жовтня 1576   | Цербст, 30 липня 1621                    | одружився 29 грудня 1605 з Доротеєю Гедвік Брауншвейг-Вольфенбюттельською, вдруге 31 серпня 1612 з графинею Магдаленою Ольденбург-Делменгорстською |
| Йоган Ернест, князь Ангальтський         | Дессау, 1 травня 1578        | Відень, 22 грудня 1601                   | |
| Людвиг І, князь Ангальт-Кетенський       | Дессау, 17 червня 1579       | Кетен, 7 січня 1650                      | одружився 31 жовтня 1606 з графинею Амоеною Амалією Бентгайм-Штейнфурт-Текленбург-Лімбурзькою, вдруге 12 вересня 1626 з графинею Софією Ліппською  |
| Сабіна                                   | Дессау, 7 листопада 1580     | Дармштадт, 28 березня 1599               | |
| Йоахим Кристоф                           | Дессау, 7 липня 1582         | Дессау, 16 липня 1583                    | |
| Анна Софія                               | Дессау, 15 червня 1584       | Краніхфельд, 9 липня 1652                | одружилася 13 червня 1613 з Карлом Гюнтером, графом Шварцбург-Рудольштадським                                                                      |